# Міжнародний день чаю
Міжнародний день чаю (англ. International Tea Day) — неофіційне свято, яке відзначається щорічно 21 травня з ініціативи Організація Об'єднаних Націй від 21 грудня 2019 року. Є робочим днем.
Раніше це свято відзначалося 15 грудня у країнах-виробниках чаю, як, наприклад Індія, Шрі-Ланка, Непал, В'єтнам, Індонезія, Бангладеш, Кенія, Малаві, Малайзія, Уганда і Танзанія.

## Історія, цілі та святкування
«Міжнародний день чаю» порівняно молоде свято.
Ідея відзначати «День чаю» літала в повітрі багато років, але лише після обговорення на всесвітніх громадських форумах (англ. World Social Forum) в індійському Мумбаї та бразильському Порту-Алегрі (в особі Центру Освіти та Спілкування (англ. Centre for Education and Communication)), у 2004 і 2005 році відповідно, дата 15 грудня стала називатися «Міжнародний день чаю».
Метою проведення «Міжнародного дня чаю» було заявлено привернення уваги суспільства і політиків до проблем продажу чаю, положенню працівників чайних виробництв, складнощам, що виникають в невеликих виробників в боротьбі з великими корпораціями, а також популяризація цього напою у світі[джерело?]. Мабуть, тому, що цілі свята несуть значну соціальну та економічну складову, дата пала на 15 грудня, що прозоро вказує, що чайна галузь змушена боротися з безліччю проблем, які потрібно вирішувати зараз, щоб це не призвело до подій, аналогічних тим, що відбулися 16 грудня 1773. Також 15 грудня була прийнята «Світова Декларація Прав працівників чайної індустрії».
Найбільш широко святкування «Міжнародного дня чаю» проходить в Індії та Шрі-Ланці, однак і такі країни, як Бангладеш, Непал, В'єтнам, Індонезія, Кенія, Малайзія, Уганда і Танзанія, будучи провідними світовими сільгоспвиробниками чаю, не залишаються байдужими до цього свята.